# رقص اژدهایان
«رقص اژدهایان» (انگلیسی: The Dance of Dragons) قسمت نهم از فصل پنجمِ مجموعهٔ تلویزیونیِ خیال‌پردازانهٔ بازی تاج‌وتخت و قسمت ۴۹ از کلِ این سریال است.
فیلم‌نامه‌نویس‌های این قسمت که بر پایهٔ رمان رقصی با اژدهایان نگاشته شده‌است، دیوید بنیاف و دی. بی. وایس و کارگردان آن دیوید ناتر است.